# Cyclanthera tamnoides
Cyclanthera tamnoides là một loài thực vật có hoa trong họ Cucurbitaceae. Loài này được (Willd.) Cogn. mô tả khoa học đầu tiên năm 1878.